# Žene u hinduizmu
Hinduistički sveti spisi daju mnoge kontradiktorne poglede na položaj i ulogu žena, jer u samom hinduizmu ne postoji samo jedan duhovni put ili „put života”. Neki tekstovi spominju ženstvenost i žensku moć kao najviši oblik božanske energije, dok drugi znatno umanjuju značaj žena. Sveta himna Devi Sukta (devi = božica) opisuje žensku energiju kao esenciju svemira — to je moć Šakti, koja je stvorila tvar i svijest, vječnost i beskraj, stvarnost i dušu svega. Žene su proslavljene u tekstovima nazivâ Devi Upanishad, Devi Mahatmya i Devi-Bhagavata Purana.
U svetim tekstovima zvanim Smriti, položaj žena je dosta kontradiktoran. Manusmriti — tekst poznat i kao Manuovi zakoni — kaže da bi žena trebala biti pokorna ocu, suprugu ili sinu. Dok snaha ne rodi sina mužu, ona sama ne može postati „prava snaha” u kući svoga supruga i njegovih roditelja jer jedino sinovi mogu nastaviti lozu. Ipak, drugi dijelovi istog teksta spominju da žene moraju biti čašćene jer je njihova nazočnost ključna tijekom svetih obreda. Žene koje su rodile sinove donose sreću, prema istom tekstu. Nakon što joj muž umre, žena može izgubiti svoj položaj u društvu. Međutim, učenjaci nisu sigurni jesu li neki dijelovi tog teksta promijenjeni kasnije, kad se indijsko društvo počelo mijenjati pod utjecajem islama.
Drevni i srednjovjekovni spisi pružaju nam uvid u to kakve su uloge, značaj i položaj žena u hinduizmu. Na temelju najstarijih tekstova se zaključuje kako drevni hinduisti, kao i oni u ranom srednjem vijeku, nisu prakticirali davanje miraza ili sati. U današnjoj Indiji, u kojoj mnoge žene prolaze kroz probleme specifične za tu državu, popularnost i kultovi božica ponovno oživljuju.

## Bog i Božica
Pogledajte također „Šakti”, „Devīsūkta”, „Adi Parashakti”, „Devi” i „Hinduistička božanstva”.
U hinduizmu, apsolutna stvarnost (Brahman) nema spola/roda. Za bogove se koristi riječ deva, a za božice riječ devi. Ima i tradicija koje prikazuju božanstvo kao dvospolno biće (pogledajte „Ardhanarishvara”). Srednjovjekovna hinduistička mitologija prikazuje božanstva kao parove – drugim riječima, svaki bog ima svoju devi. Sekta šaktizam poštuje Šakti kao vrhovno biće i iskonsku moć te su joj posvećeni mnogi hramovi.